# 国民民主連盟
国民民主連盟（こくみんみんしゅれんめい、ビルマ語: အမျိုးသား ဒီမိုကရေစီ အဖွဲ့ချုပ်、英語: National League for Democracy, NLD）は、ミャンマー（ビルマ）に存在する政党。2016年の政権獲得まで、同国の軍事政権である国家平和発展評議会及びその流れを継ぐ連邦団結発展党政権の施策に抵抗した点で、ミャンマー最大の反政府組織であった。党首はアウンサンスーチー、中央執行委員会議長はティンウー。
2021年のクーデターで政権の座を追われ、2023年1月に軍事政権（国家行政評議会）が定めた法令に基づく政党登録を拒否したため、同年3月28日に連邦選挙管理委員会から解散（政党としての資格喪失）が発表された。

## 党史

### 前史
国民民主連盟（NLD）の創設者の3人、アウンジー、ティンウー、アウンサンスーチー（以下、スーチー）の3人は、8888民主化運動の最中に現れた指導者である。しかし、アウンジー、ティンウーには元軍人という負い目があり、やはり国家の英雄・アウンサン将軍の娘・スーチーは別格だった。スーチーが初めて公の場に姿を現したのは、1988年8月26日にシュエダゴンパゴダで行われた演説で、その場でスーチーは、自分が父親の後継者であること、そして、民主主義の大切さとミャンマー軍（以下、国軍）への愛着を語った。ミャンマーの発展が遅れている理由は東西文明の融合に失敗したからであり、民主主義こそが東西文明の融合を果たす手段だというのがスーチーの信念であり、また、国軍の中から離反者が出なければ民主化運動は成功しないという現実的感覚も有していた。結局、民主化運動は主たる担い手だった学生たちの暴走により、国軍によるクーデターを呼び起こし鎮圧されたが、この3人は生き残った。

### SLORC・SPDC時代（1988年 - 2011年）

#### 1990年総選挙

アウンジー

8888民主化運動が軍事クーデターによって終結した後、前言どおり国家秩序回復評議会（SLORC）は複数政党による選挙の実施に踏み切り、1988年9月26日より政党登録を開始。翌9月27日、スーチーら3人の指導者は国民民主連盟（NLD）として政党登録をした。
当初、アウンジーが議長、ティンウーが副議長、スーチーが書記長を務めており、スーチーは序列3位だった。NLDの支持層は（１）アウンジーを支持する元軍人、元公務員、ビジネスマン、 （２）ティンウーを支持する元国軍将校（愛国旧同志同盟）、そして、（３）スーチーを支持する若者・知識人を中心とする左翼系グループ で、党中央委員会や執行委員会の要職は（１）（２）のグループが占めていた。党内は一枚岩とは言い難く、元軍人と民間人、若者世代と年配世代との間に対立があり、民間人・若者はSLORCに対して攻撃的で、元軍人・年配世代は妥協的だった。同年12月には早くもアウンジーが、「スーチーはビルマ共産党（CPB）の取り巻きに囲まれている」と批判して脱党し、連邦国民民主党（UNDP）を結成した。新たな議長にはティンウー、副議長にはスーチーが就任した。しかし、ティンウーはあくまでも名目上のリーダーで、事実上のリーダーはスーチーだった。

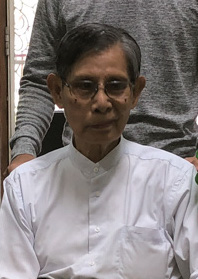
ティンウー

そして、同年10月30日、スーチーは地方遊説を開始した。ここまで父親のアウンサン将軍のカリスマ性だけで民主化運動をリードしてきたスーチーだったが、選挙に勝つためには都市部だけではなく、地方の支持も必要だった。スーチーは花を髪に飾り、ミャンマーの伝統服・ロンジーに身を包むスタイルで全国各地を回り、花束や香水、スタンディングオベーションなど各地で熱狂的な歓迎を受けた。1988年～1989年の選挙戦中、スーチーは1000回以上演説を行ったが、その中で頻繁に父親の言葉を引用し、「民主主義」や「人権」などの、当時のミャンマーの人々にはあまり馴染みのなかった言葉を紹介。民主主義（スーチー、NLD）対権威主義（SLORC、国軍）というわかりやすい構図を作った。一方、団結、規律、責任の重要性を強調し、読書の大切さや子供に対する体罰の禁止など、道徳的な事柄にもしばし言及した。海外メディアは、そのようなスーチーの姿を積極的に報道し、スーチーは国際的有名人となった。当初、スーチーと距離があった元軍人の党幹部も、スーチーに逆らえない雰囲気ができあがり、党運営の主導権は若者、知識人のグループに移っていった。スーチーの地方遊説に同行した学生運動家のモーティーズンは以下のように回想している。
厳密に言えば、スーチーおよびNLDが開催している集会は戒厳令に違反していたが、当初、SLORCは黙認していた。しかし、スーチーの国民的に人気が高まるにつれ警戒するようになり、集会の妨害、NLD党員の逮捕、NLDの「闘う孔雀」プラカードの掲示禁止、そしてスーチーに対するネガキャンなどの弾圧を加え始めた。これに対してスーチーは、マハトマ・ガンディーばりの非暴力不服従で対抗、支持者に戒厳令破りは奨励したが、暴力には訴えず、道徳的優位を確保した。のちにアレン・クレメンツに語ったように、これは「道徳的理由からではなく、実践的・政治的な理由から」で、あくまでもスーチーは「政治家」だった。そして、1989年4月5日、エーヤワディー地方域・ダヌピューで、行進するスーチー以下NLD支持者の一団に国軍の部隊が解散を命じ、兵士が一斉にライフルを向けるという事件が発生。この際、スーチーは兵士の列に真っ直ぐに進み、その前に立った。しかし、隊長の大尉が発砲命令を出そうとしたその時、上官の少佐が群衆の中から現れ、発砲命令を取り消した。悔しさのあまり、大尉はその場で肩章を引きちぎったのだという。ヤンゴンに戻った後、スーチーがイギリス大使館に赴いて、この話をしたことにより、この事件はBBCで世界中に報じられ、スーチーは生ける伝説と化した。
しかし、この事件をきっかけに、スーチーとSLORCとの関係は不可逆的に悪化、国軍の弾圧は激化していった。元軍人の党幹部・チーマウンは「われわれに必要なのは、民主的に選出された政府だ。それと引き換えに将軍たちの身柄や財産を保証しなければならないとしても、構わない。彼らが望むものは何でも与えなければならない」と述べ、SLORCに妥協の姿勢を見せていたが、スーチーは攻撃的姿勢を緩めなかった。そして、アウンサン将軍の命日に当たる1989年7月19日の殉教者の日、NLDは政府主催の式典とは別にNLD主催の式典を計画したが、国軍はヤンゴン各地に兵士を配備し、夜間外出禁止令を発令してこれに対抗。結局、スーチーは直前に式典を中止したが、SLORCを「ファシスト政権」呼ばわりして、国軍幹部を激怒させ、翌日、スーチーとティンウーは自宅軟禁下に置かれ、被選挙権を剥奪され、他にも多くのNLD幹部が逮捕投獄された。２人の代わりにチーマウンが副議長に就任した。

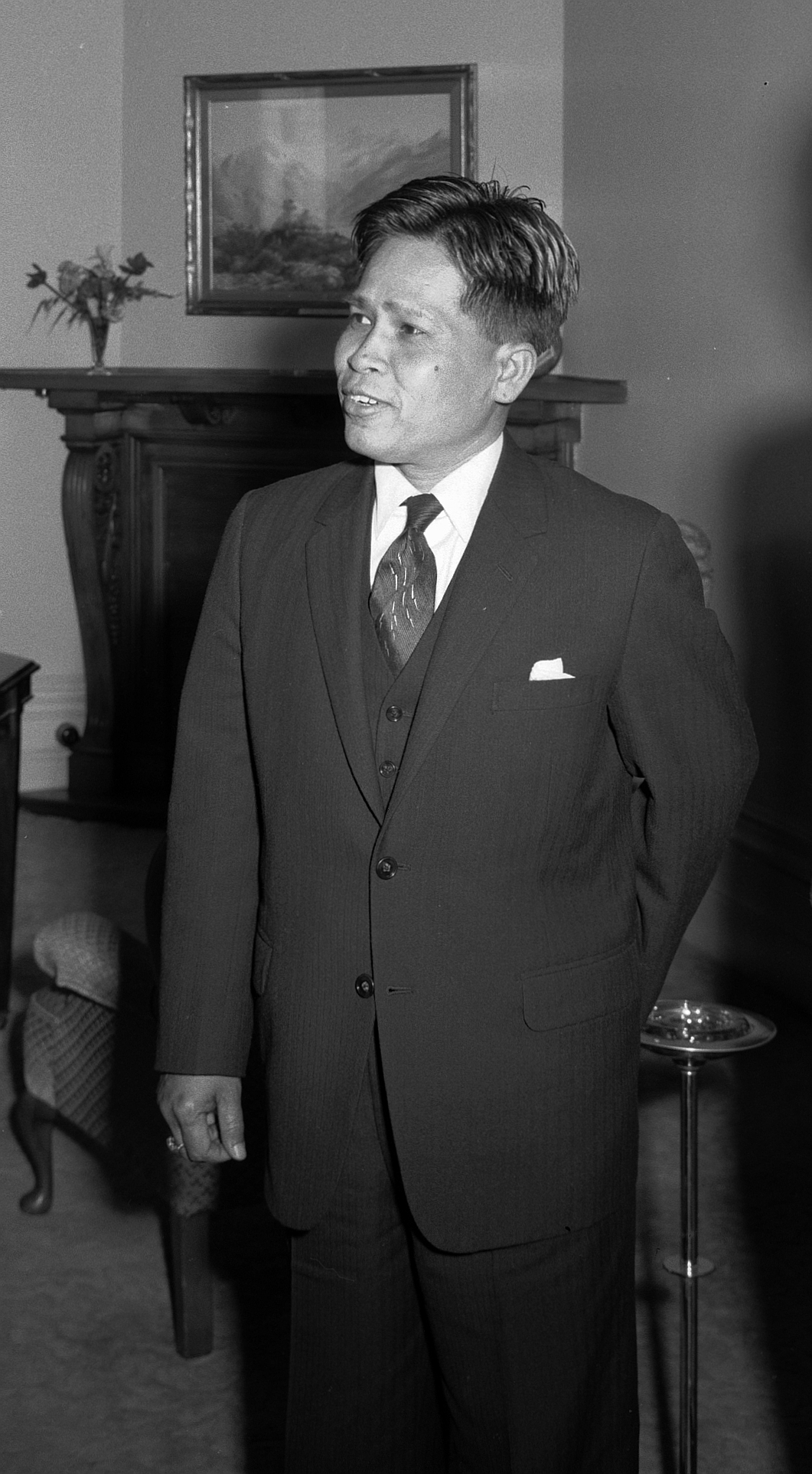
アウンシュエ（1961年）

しかし、1990年5月27日に実施された総選挙では、NLDは492議席中の392議席（占有率81%）を獲得して圧勝した。たとえ自宅軟禁下にあってもスーチーが作ったNLDの肯定的イメージは、国民の中に定着していたのだ。しかし、SLORCは、新憲法とそれにもとづく強力な政府の樹立が政権移譲の条件と従来の主張を譲らず、選挙結果を反故にして国政を担当し続ける意思を表明した。これに対するNLDの意見は割れ、元軍人幹部は柔軟路線を、若者・知識人は強硬路線を主張し、結局、後者が勝利して、7月29日にガンジー・ホールで開催された党大会で、国民会議の招集、スーチーら政治犯の即時釈放、NLDとSLORCとの即時対話などの要求を採択した（ガンジー・ホール宣言）。国軍の弾圧が激しくなり、チーマウンは『アジアウィーク』という香港の雑誌に「国軍を過去の犯罪で処罰するのか？」と聞かれ、「ミャンマーにニュルンベルク裁判は必要ない」と答えたのにもかかわらず、ニュルンベルク裁判に言及しただけで国軍幹部の怒りを買って逮捕され、他の党幹部6人も逮捕された。新議長にはアウンシュエが就任したが、党勢の弱体化は否めず、SLORCが主催する制憲国民議会への参加とスーチー、ティンウー、チーマウンの3人の党除名を余儀なくされた。後年、若者・知識人グループに属する元NLD党員は、以下のように語っている。

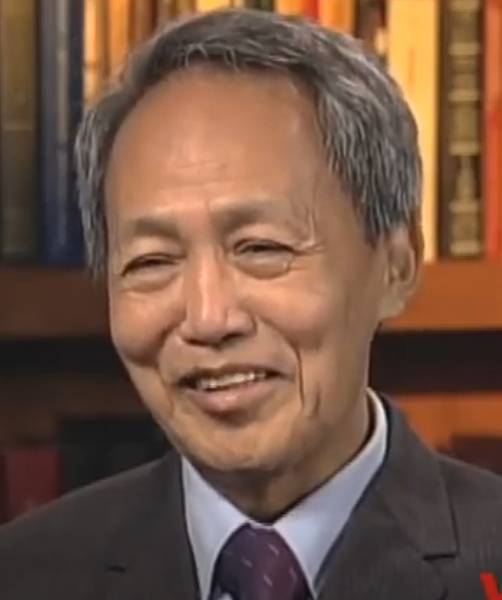
セインウィン（2012年）

一方、一部のNLD議員の強硬派、活動家、僧侶たちは、カレン民族同盟（KNU）の本拠地マナプロウに赴き、スーチーの従兄弟・セインウィンを暫定首相とするビルマ連邦国民連合政府（NCGUB）を樹立した。しかし、国内外の関心を呼び起こせず、SLORCとの協調路線を維持するために、ヤンゴンのNLD本部からもNCGUBに関わったNLD議員は除名され、以後も実効性のある活動はできなかった。その後、閣僚2人がそれぞれ昆明とバンコクで暗殺されている。また、他の海外に亡命したNLD党員・支持者たちは、タイ王国のメーソートやバンコクなどを拠点に、海外組織であるNLD（解放地域）を組織し、日本、イギリス、大韓民国などに支部を設けて民主化運動を展開していった。

#### スーチー、ノーベル平和賞受賞。そして解放

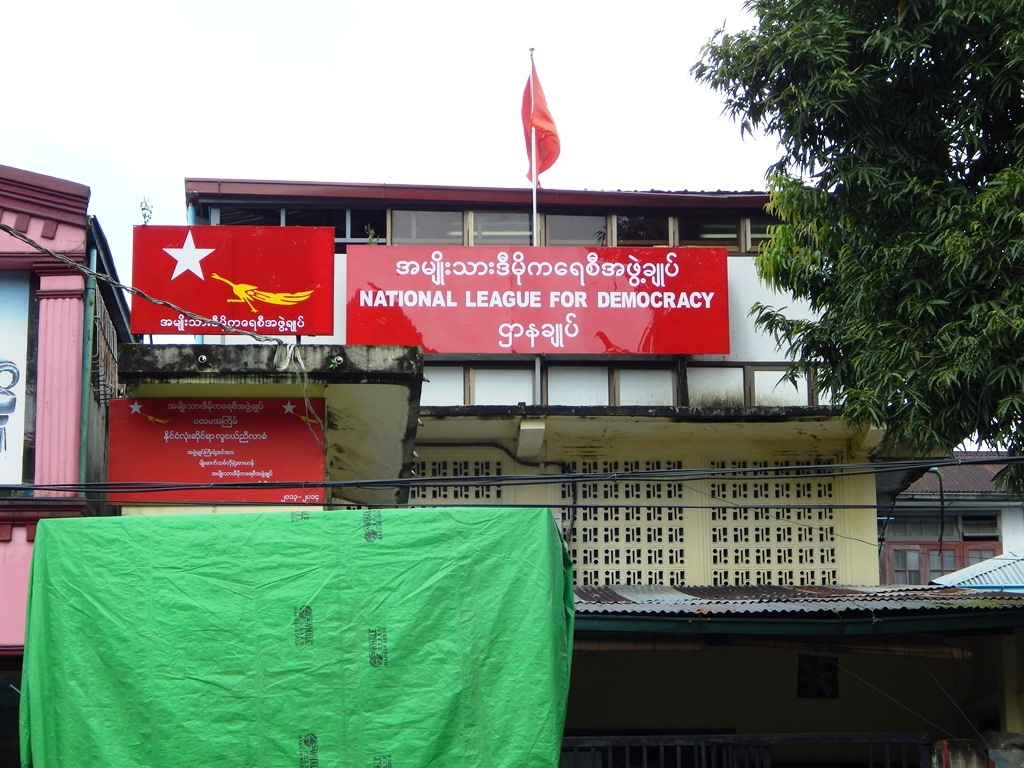
ヤンゴンのNLD事務所

選挙結果を反故にした後も、SLORCはNLDに対する弾圧の手を緩めず、党幹部を逮捕拘束したり、NLDの出版物を刊行していた印刷所を閉鎖したりした。一方、自宅軟禁下に置いたスーチーに対しては、政治活動をしないことを条件に国外退去を勧告し続けていたが、スーチーはこれを拒否して、国内に留まって民主派を支援し、国際世論を味方につける道を選んだ。この戦略は功を奏し、1991年10月、スーチーはノーベル平和賞を受賞した。SLORCはこの受賞を完全黙殺し、国内の報道も禁じたが、大半の国民は国外メディアを通じて受賞の事実を知っていた。同時期にあった約25万人のロヒンギャ難民のバングラデシュに流出劇もあいまり、軍事政権に対する国内外の批判は否応なしに高まり、国軍内部でも異論が生じるにおよび、国軍は危機感を深めていった。
1992年4月、ソーマウンがSLORCの議長職を辞任、タンシュエが後任となった。タンシュエは、就任早々、(1)制憲国民議会の8ヶ月以内の開催 (2)政治犯の釈放 (3)スーチーの家族との面会許可 (4)ロヒンギャ難民の早期帰還という柔軟路線に出、1993年1月に制憲国民議会を初招集、699人の出席者のうち86人をNLD党員が占めた。同年5月にはスーチーと夫のマイケル・アリスとの面会が実現。1994年9月にはタンシュエ、キンニュン、スーチーによる3者会談が実現したが、その後、両者の対話が途切れた。早期解放は絶望的と思われたが、1995年7月10日、スーチーは6年ぶりに解放され自由の身となった。なお解放後、スーチーが真っ先に駐緬日本大使館を訪れており、日本政府が水面下でロビー活動をしていたことが示唆されるが、当時、大使館に勤務していた丸山市郎は、「事前にSLORCから解放の知らせは受けていたものの、なぜそうしたのかはわからない」と述べている。
解放後、スーチーはNLD書記長に再就任した。解放直後、スーチーは、カレン州パアン近郊のターマニャ丘にある僧院に住むターマニャ・サヤドー（別名：ウー・ヴィナヤ）を訪れたが、原則、ヤンゴンの外に出ることは許されていなかった。当初、スーチーはSLORCとの対立を避け、毎週末、ティンウーとチーマウンとともに自宅の門の向こうから市民に語りかける集会を始めた。これは一種の政治イベントとなって彼女の人気をますます高め、国際的知名度も上昇した。軟禁中、読書と瞑想に耽ったおかげで、スーチーは明らかに仏教に傾倒しており、その言葉には仏教用語が増えていた。また、欧米諸国の経済制裁が南アフリカ共和国のアパルトヘイトを廃止に追いこんだという認識から、ミャンマーに対する経済制裁を諸外国に訴えるようになった。ティンウーも「投資が入れば、富はすべて将軍たちの手に渡るだろう。国民の大多数は農民なので、制裁の影響を受けない」とこれを擁護した。

#### スーチーの名声の高まりと強硬路線
1991年のノーベル平和賞授賞以来、スーチーの国際的名声は頂点にまで高まり、しかもそれは政治家というよりも、まるで「聖人」扱いだった。ノーベル平和賞の候補者に上がったこともある、ミャンマー人の人権活動家・マウンザーニは「多くの西欧諸国のエキスパートたちが、アウンサンスーチーを『女性の仏陀』という型にはまった聖人君子のように思い描いていた」と述べている。一方、タンミンウーは「1990年代は南アフリカ共和国のアパルトヘイトに代わる標的として、2000年代はネオコンの標的、2010年代はアラブの春のリベンジとしてミャンマーが利用された」と述べている。そして、父親のカリスマ性、国民的人気、国際的名声をバックに、スーチーは再びSLORCに対して強硬路線に出始め、両者の関係は悪化した。

1995年11月、会議の運営が非民主的であることを理由にNLDは制憲国民議会をボイコット、SLORCはNLDの代表86人の資格を剥奪した。翌1996年5月27日、NLDは、SLORCの中止勧告を無視して議員総会を開催、SLORCは、新治安維持法、テレビ・ビデオ法、コンピューター科学開発法などの法律を制定して情報統制を強化した。同年9月には、NLDが結党8周年を記念して全ビルマ集会を企画したが、SLORCはNLD党員・関係者800人を拘束してこれを妨害。スーチーの自宅前が国軍によって封鎖され、毎週末の市民集会も中止に追いこまれた。同年11月にはヤンゴン市内で、スーチーが乗った車が、国軍系大衆組織・連邦団結発展協会（USDA）のメンバー200人に襲撃されるという事件が発生。同年12月にはヤンゴンで学生によるデモが発生し、市民も加わって1500人～2000人規模の大規模デモに発展。SLORCはNLDが学生を煽ったと非難し、治安維持法違反でNLD党員11人を含む34人を逮捕した。1998年5月には総選挙記念集会を開き、(1)期限付き国会開催の要求 (2)制憲国民議会の憲法草案を認めない (3)1990年総選挙の結果を無視した次の選挙を認めないなど13項目について採択、タンシュエに書簡を送ったが、これは制憲国民議会が予定している民政移管プロセスを真っ向から否定するもので、SLORC改めSODCを激怒させた。同年9月には1990年総選挙にもとづく国会の代替機関として国家議員代表者委員会（CRPP）を設立、1988年以降軍政によって制定された法律は国会で承認されるまですべて無効と宣言した。SPDCは、USDA、公務員、国有企業職員、教師、学生、メディアを総動員して反NLD、反スーチーキャンペーンを展開、毎日どこかで集会が行われ、日常風景になるほどだったのだという。さらにNLD関係者が次々と逮捕され、地方支部・事務所も多数閉鎖、党員・職員の離党も相次ぎ、その数は1999年までに4万人に上ったとされる。元NLD党員の作家は以下のように語っている。
さらに、スーチーは、地方で民主化運動に対する関心が低下していることに危機感を抱き、当局の許可なくヤンゴンを抜け出して地方遊説を再開、シャン州、ラカイン州、チン州、カチン州、ザガイン地方域などを訪れ、再び熱烈な歓迎を受けた。しかし、当局はたびたびこれを妨害、1996年3月には、マンダレーで行われる予定だったNLD支持者の裁判に出席するためスーチーが列車でマンダレーに向かおうとしたところ、発車直前に予約していた列車に「トラブル」が発生して、断念に追いこまれた。1998年8月には、スーチーがヤンゴン郊外のNLD党員と会うため自宅を出たところ、ヤンゴン郊外の橋の上で当局に妨害され、13日間の膠着状態の末、スーチーは病気と脱水症状で倒れ、自宅へ引き返した。1999年9月初旬には、スーチーがヤンゴン近郊の最貧困地区ダラを訪れたところ、そこで200人の治安部隊が彼女の車列を取り囲み、9日間の膠着状態の末、スーチーはヤンゴンへの帰還を余儀なくされた。

#### スーチー批判とスーチー独裁体制の確立

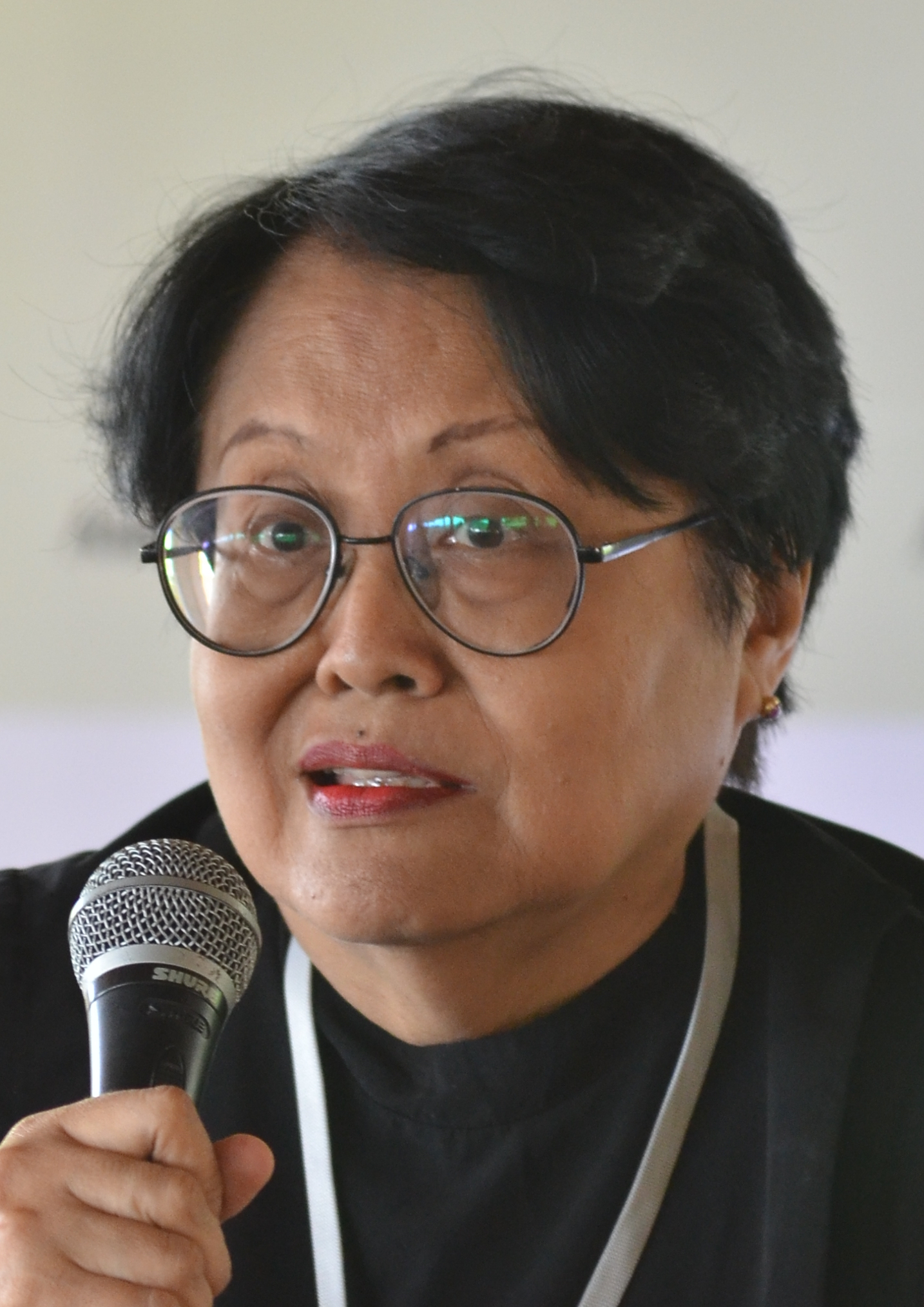
マ・タネギ（2012年）

もちろん、NLD内にはスーチーのゼロサム的な強硬路線に対する異論もあったが、スーチーはことごとくそれを排除した。実業家のタントゥン（Than Tun）、弁護士のテインチー（Thein Kyi）という2人の党員は、制憲国民議会へのボイコットに反対したが、スーチーは彼らを怒鳴りつけて、1997年、除名処分とした。のちにタントゥンは「もしも秘密投票が行われていたら、他にも多くの人がわれわれを支持しただろう。このままでは党が衰退してしまうことを彼らは知っている」と述べている。同年、チーマウンもNLDを去った。また、スーチーの個人秘書を務めたこともある作家のマ・ダネギやマウンザーニは、経済制裁に反対してスーチーと袂を分かった。マ・タネギは1998年に『ビルマのおとぎ話』という論稿を発表して、スーチーと経済制裁を痛烈に批判している。
1999年、元学生運動リーダーのチーウィン（Kyi Win）とティントゥンマウン（Tin Tun Maung）という1990年総選挙で当選した2人の党員が、27人の当選議員の連署を携え、獄中から、議長のアウンシュエとSPDC第一書記のキンニュンの双方に、国益のために協力するように訴え書簡を送った。しかし、スーチーは2人を「政権の手先」と罵倒し、この2人を含む4人の党員を停職処分とした。ティントゥンマウンは「彼女（スーチー）は私たちの手紙に客観的な回答を示さず、ただ私たちを裏切り者と呼ぶだけだ。私たちの誰も軍事政権を好んでいるわけではない。それなのに、軍事政権は日に日に強力になっている。現状では、私たちは行き詰まっており、うんざりしている」と述べている。1990年代後半、SLORC/SPDCはアウンシュエ議長とたびたび接触して、国政について協議しようと呼びかけたが、スーチー抜きの協議を望まなかったアウンシュエはその度に拒否した。1999年5月27日、総選挙9周年式典で、スーチーは以下のように述べ、党員に絶対に忠誠心を求めた。
実際、この頃にはNLDはスーチーの個人政党と化していた。スーチーは権威主義的な統制力で党をまとめ上げ、いかなる批判も容認せず、反対者を排除し、派閥主義を排除し、党を自身の付属物としていた。党運営におけるすべての議決は、秘密投票ではなく拍手で行われた。ある政治活動家は以下のように語っている。
結局、ゼロサム強硬路線は裏目に出た。2000年代に入ってもSPCDとスーチーの対立は続き、タンシュエを選挙結果無視の罪で最高裁に提訴したり、再び無許可で地方遊説を行って車内籠城したり、CRPPを再び開催して、あらためて独自の憲法案を起草する決意を表明したりした。2000年9月21日、ヤンゴン駅で列車でマンダレーに向かおうとしているところでスーチーは拘束されて再び自宅軟禁下に置かれ、ティンウー副議長は軍施設に連行された。しかしこの後、国連ミャンマー特使・ラザリ・イスマイルの仲介で、スーチーとSPDCとの間で対話が続けられ、ティンウーを含む逮捕されたNLD党員の釈放や閉鎖されていた事務所の再開が進むなど融和ムードが漂い、2002年5月6日、スーチーは解放され、党再建のため地方支部訪問や地方遊説を積極的に行い始めた。しかし、次第に両者の関係は悪化していき、翌2003年5月30日、サガイン地方域・モンユワ近郊のディベイン村で、遊説中のスーチーが乗った車がUSDAのメンバーと思われる数千人の暴徒に襲撃される事件が発生し、政府発表によれば4人、目撃者の証言によれば70人の死者が出た。事件後、スーチーやティンウーなど100人以上のNLD党員の身柄が拘束され、結局、三度、自宅軟禁下に置かれた。NLDの事務所も閉鎖され、NLDの活動は大きく停滞した。

#### 「おじさんたち」に率いられたNLDの衰退
2003年頃から、欧米諸国の経済制裁を解除するためにはスーチーとの協力が不可欠と判断したキンニュンが、スーチー・NLDと接触し、両者の制憲国民議会への復帰を画策。一説には、政権内で微妙な立場に立たされていたキンニュンは、NLDと協力してクーデターを起こし、暫定政権を樹立する計画を立てていたという情報もある。しかし、結局、スーチーが自宅軟禁下に置かれ、2004年10月、キンニュンが失脚したことにより、破談となった。ある政治活動家は以下のように語り、当時のことを悔やんでいる。
2004年5月17日、SPDCは、1996年から中断していた制憲国民議会を8年ぶりに再開することを決定。アウンシュエ議長を釈放して、NLDへの参加を呼びかけたが、NLDは地方事務所の再開と、スーチーとティンウーの解放を条件に掲げ、SPDCがこれを拒否したので破談となった。逆にNLDは、2005年1月4日、SPDC、1990年選出議員、少数民族代表からなる最高統治機関の設置を提案したが、SPDCはこれを無視した。スーチーを失ったNLDは既に脅威ではなかった。ある政府高官はこう回想している。
スーチーが自宅軟禁下に置かれたことにより、NLDはアウンシュエ以下元軍人の古参党員が主導権を握ったが、スーチー不在の間、せいぜい彼らは「無能な管理人」のようで、「点滴で党を生き延びさせている程度」の働きしかできなかった。2010年にウィキリークスが暴露した当時のNLDの現実は以下のようなものだった。
- NLDの高齢の「おじさんたち」の硬直化した指導部に率いられ、一般党員は不満を抱いている。
- 「おじさんたち」は、1990年の総選挙で得た権利や、自分たちには実行できる立場にない抽象的な政策について、延々と議論しているだけである。彼らは、国連が介入して1990年の議会を招集するか、アメリカがミャンマーに侵攻することを期待している。
- 「おじさんたち」は、国民の社会的・経済的窮状にほとんど関心がない。
- NLDは厳格な階級制度を敷き、若い党員から新しいアイデアを求めたり奨励したりすることはない。それどころか、「おじさんたち」は、草の根で人権活動や政治意識向上運動に取り組む若手党員を「活動的すぎる」と判断して定期的に除名している。
- 「おじさんたち」は、影響力のあるブロガーやインフルエンサーと協力する努力もしていない。
- 2007年のサフラン革命の際、NLDはデモ参加者への支援を拒否したばかりではなく、デモを公然と批判したため、民主派内での信頼をさらに失った。
- 同年、88世代との首脳会談が行われたが、協力関係は構築できなかった。
- 多くの若い政治活動家はNLDから離れ、2010年に予定されている総選挙への出馬を準備している。

また、2006年から2010年頃にかけて、NLDは『ビルマ革命の敵』というブラックリストを作成していた。日本人では現国民民主党幹事長・榛葉賀津也ともう1人、外交官の男性がリストに載っている。著名なミャンマー学者・デヴィッド・I・スタインバーグも、欧米諸国の経済制裁に反対したためリストに載せられているが、彼は、このようなリストを作る心理的背景を「教義の厳格性、信条の要求、多様な選択肢に対する不寛容性からくる自らの正統性の強制」と分析し、「このような体制は国家の資源を迅速に動員するには極めて効果的だが、時代の変化に対応できず、効果的な政策立案ができない」と述べている。

#### スーチー解放
こうしている間にも、SPDCは着々と権力基盤を固めていた。サイクロン・ナルギスの被害の最中の2008年5月10日、新憲法案の国民投票が行われ、軍事政権の発表によれば投票率93.4％、賛成率92.9％で可決され、5月29日に布告された。この憲法には（１）連邦議会の上下院議員の4分の1は軍人議員 、（２）大統領の要件として軍事に精通していること、 （３）国防相、治安・内務相、国境相の任命権は国軍総司令官、 （４）連邦分裂、国民の結束崩壊、主権喪失発生の危険性を有する非常事態の際には国軍最高司令官に全権を委譲、（５）憲法改正の際には連邦議員の75％を超える賛成が必要といった条項があり国軍の大幅な政治的関与が認められていた。また、（２）には外国人の配偶者がいる者は大統領になれないという文言もあり、これによりスーチーが大統領になる道は事実上絶たれた。そして、新憲法にもとづいて2010年11月に総選挙が行われることになったが、その前年の2009年5月3日、ジョン・イェタウというアメリカ人男性がヤンゴンのインヤー湖を泳いでスーチー宅に侵入するという事件が起き、スーチーは国家防御法違反で起訴され、禁錮3年の有罪判決を受けた。のちに刑期は半分に減刑されたが、これによってSPDCは、総選挙が終わる2010年11月まで合法的にスーチーを自宅軟禁下に置くことができるようになった。
総選挙への参加を巡っては、NLD内でもアウンシュエ議長率いる賛成派とウィンテイン率いる反対派に二分。2009年4月29日、（１）NLD幹部を含むすべての政治犯の釈放（２）新憲法の非民主的条項の改正、（３）国際監視下の包括的・自由・公正な選挙の実施を条件とするシュエゴンダイ宣言を発表したが、SPDCは無反応だった。自宅軟禁下のスーチーは、反対の意思を表明したが、「誰も党を所有していない」とも述べ、自分の意思を強制しない意思を明らかにした。結局、2010年3月29日、全国から約160人のNLD代表が集まって投票を行い、不参加を決定。国際的非難を浴びたものの、国民はこの決定でNLDの尊厳は保たれたと概ね歓迎した。NLDは、政党登録期限の2010年5月6日までに手続きを行わなかったため解党処分となった。ただ、この決定に不満なキンマウンスウェら一部党員は、国民民主勢力（NDF）という政党を結成し、2010年11月7日に実施された総選挙に臨んだ。スーチーは「民主的プロセスと相容れない」とこれを批判したが、結局、NDFは1議席も獲れず、惨敗に終わった。
総選挙は国軍系の連邦団結発展党（USDP）が圧勝、タンシュエは引退し、彼の忠実な部下2人、テインセインが大統領に、ミンアウンフラインが国軍総司令官に就任した。そして、国軍の権力基盤が盤石となった後、総選挙の6日後の11月13日、およそ7年半ぶりにスーチーは解放されたのだった。同日、午後5時45分、スーチーは自宅の門に現れ、集まった群衆から熱狂的な歓迎を受けた。そして支持者の1人に渡された花を髪に挿し、「どうか互いに理解し合いましょう。手を取り合って共に歩みましょう。私たちが団結すれば、望むものは必ず手に入るのです」と演説したと群衆はビルマ国歌を即興で斉唱し、スーチーの復活を祝った。

### 民政移管と国政への参加

#### 2012年補欠選挙の勝利
2011年7月、アウンサン将軍の肖像画が掲げられた部屋でスーチーとテインセイン大統領との会談が実現し、国家の発展のために協力し合うことで合意、テインセインはNLDの政党再登録と、2012年に予定されていた補欠選挙にスーチーが出馬することを勧めた。テインセインは欧米諸国との関係を改善するためには、スーチーを政権に取りこまなければならないことを理解していた。一方、スーチーの目的はただ1つ、大統領になることで、そのためにはテインセイン政権および国軍との協力は不可欠だった。

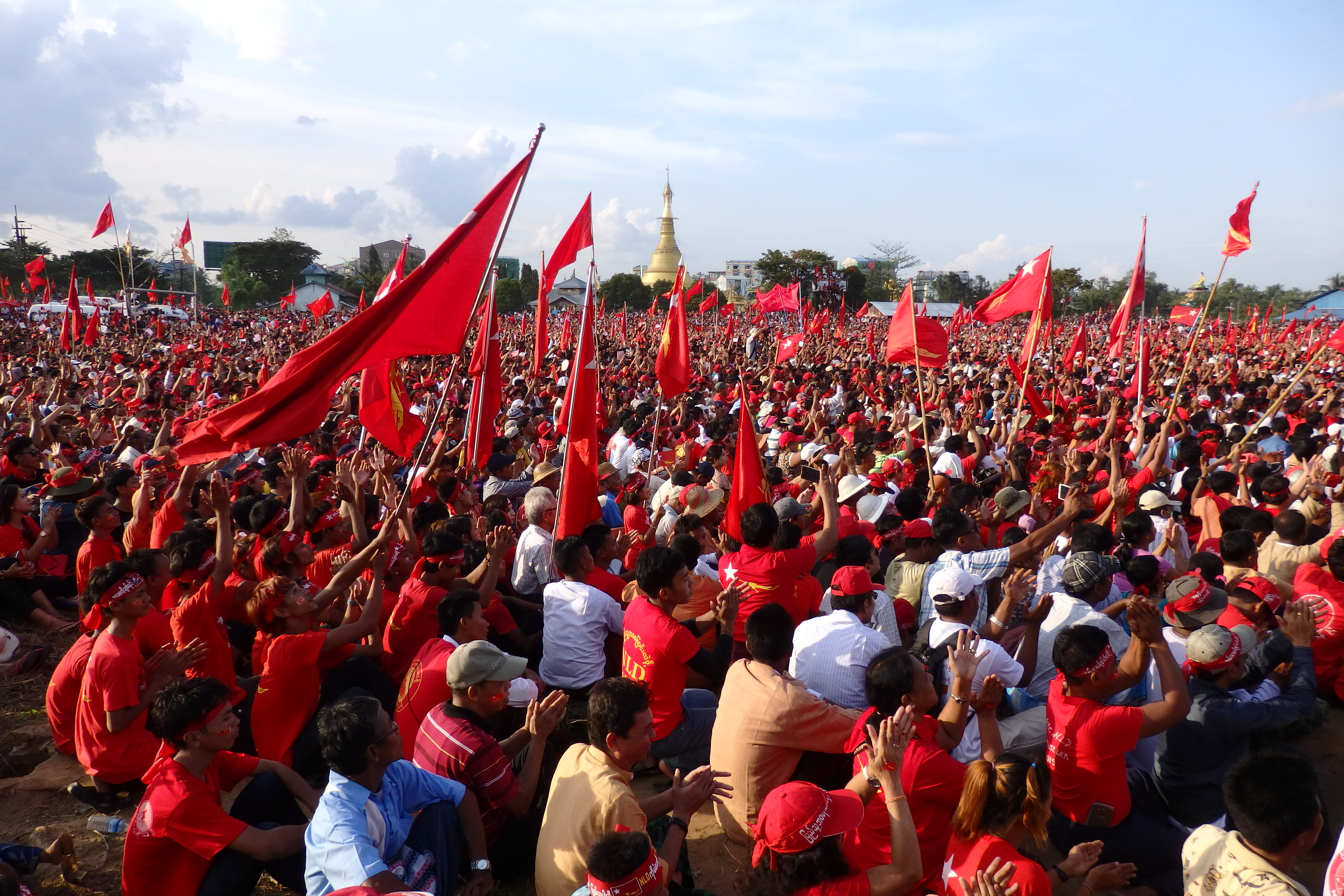
NLDの集会の模様

同年11月25日、NLDは政党として再登録を行い、補欠選挙にスーチーを含む44人の候補者を擁立した。スーチーはヤンゴン地方域のカウム郡区から立候補し、他候補者の応援のために全国を遊説して回った。スーチー人気は健在で、スーチーは各地で熱烈な歓迎を受け、多額の寄付金を集めた。そして、2012年4月1日に行われた補欠選挙で、NLDは、上下両院（民族代表院と人民代表院）でスーチーを含む43人が当選するという大勝を収めた。のちにスーチーは「私たちの候補者は、テインセインの選挙区である軍人選挙区でも勝利しました。つまり、大統領のスタッフでさえ私たちに投票したのです」とその喜びを語った。議員就任時の宣誓の際、スーチーは、宣誓文の文言の「憲法を護持する」を「憲法を尊重する」に変更することを要求し、政府と少し揉めたが、珍しく国民から批判を受けたこともあり、結局、元の宣誓文を受け入れた。いずれにしろ、ついにスーチーとNLDが権力の懐に入りこんだのだった。

#### テインセイン政権への協力と代償
議員就任後、スーチーは、タイ、スイス、ノルウェー、イギリス、アメリカなどを外遊で訪れ、どこでも熱烈な歓迎を受けた。ノルウェーで21年前に受賞したノーベル平和賞を受与され、イギリスではオックスフォード大学名誉学位を受与され、議会で、外国人女性として、そして国家元首以外で初となる演説を行った。アメリカ、EU、日本などが次々と経済制裁を解除して、ミャンマーには外国からの投資が雪崩込み、テインセイン政権は、政治犯の釈放、表現・報道の自由拡大、中国との共同事業・ミッソンダム建設計画の凍結、経済改革などさまざまな分野で改革を進めた。スーチーも国際政治の場でテインセインの改革への協力を各国に呼びかけるなど非常に協力的で、公の場で「国軍を愛している」と何度も繰り返し、2013年3月27日の国軍記念日のパレードにも参加した。
しかし、テインセイン政権への協力は代償を伴った。2011年に国軍とカチン独立軍（KIA）との間で戦闘が勃発した際、スーチーは「私はいかなる種類の戦争も暴力も好きではありません」と述べるだけで具体的な行動を起こさず、多くのカチン族の人々を失望させた。また、テーザやゾーゾーなど、国軍の取り巻き企業家、クローニーから多額の政治献金を受け取っていることが判明したが、スーチーは「彼らは目的のないものにお金を使うのではなく、支援すべきものを支援してきた。それは良いことだ」とそれを肯定した。2013年、ザガイン地方域のレパダウン銅山で住民の反対運動が起きた際、スーチーは調査委員会の委員長に任命され、現地に派遣されたが、「たとえレパダウン山が消え去ったとしても、私たちはみなさんのために良い、快適な環境を創り出すことができます」と述べ、ミッソンダムの再来を願っていた住民の怒りを買った。2012年～2013年の間、各地で仏教徒とムスリムとのコミュニティ紛争が起きた際は、スーチーは「恐怖感はムスリムだけでなく、仏教徒にも及んでいます。ムスリムが標的にされただけでなく、仏教徒も暴力にさらされてきたのです」と中立的立場を崩さず、国際的非難を浴びた。ムスリム、特にロヒンギャに対する嫌悪感が非常に強いミャンマーで、ムスリム側に付くことは自殺行為に等しく、彼女は「ロヒンギャ」という言葉も決して使わなかった。

#### トゥラ・シュエマンへの接近

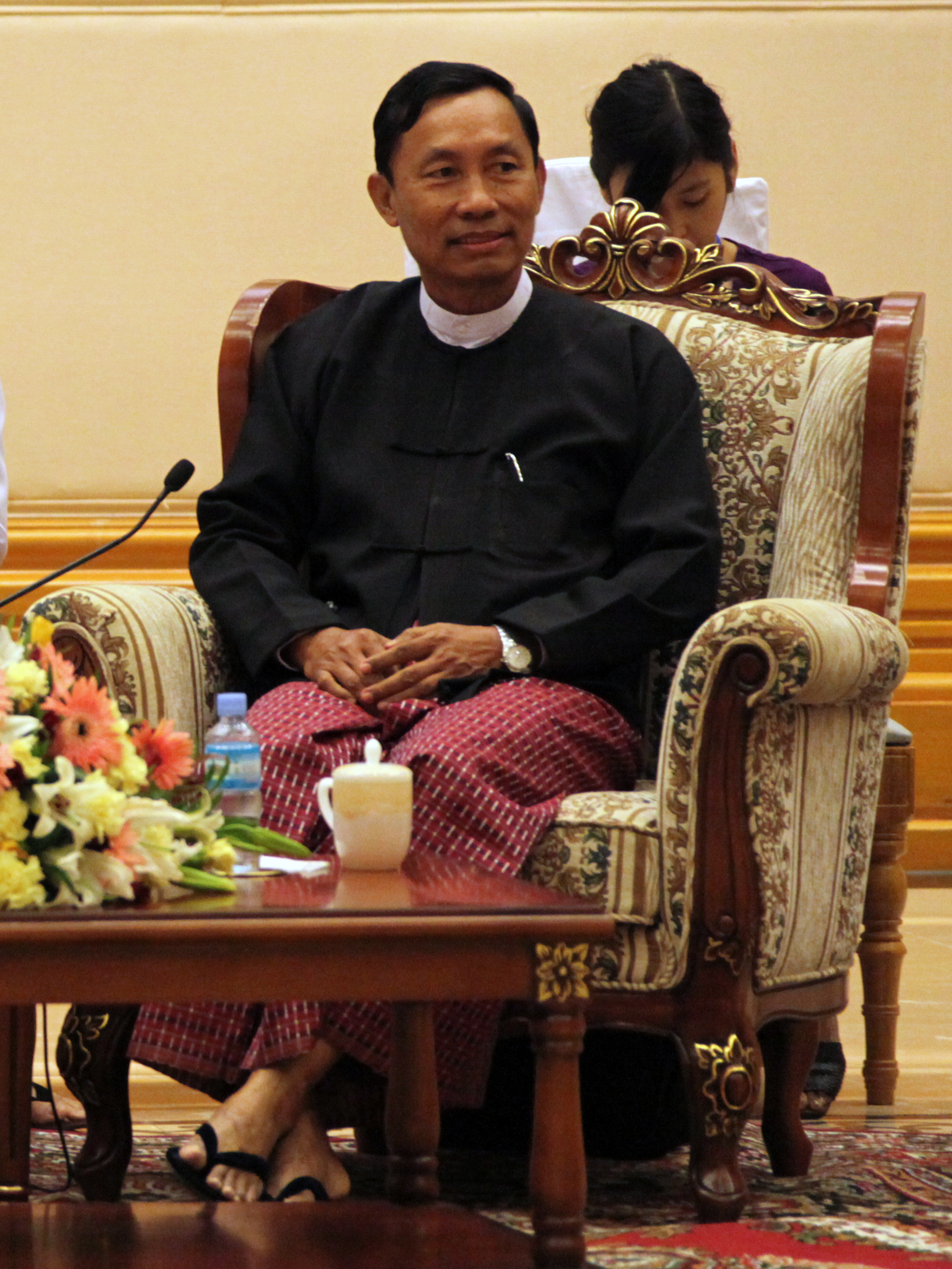
トゥラ・シュエマン（2011年）

当初、良好だったスーチーとテインセインとの関係は徐々に悪化していき、代わりにスーチーは、下院議長のトゥラ・シュエマンに接近した。トゥラ・シュエマンは大統領になる野心を持っていると言われた人物であり、テインセイン政権発足後は、テインセインと事あるごとに対立、スーチーに接近して、NLD政権発足のあかつきには、憲法上大統領になれないスーチーの代わりに大統領に就任する算段だったとされる。
トゥラ・シュエマンは、スーチーがネピドーの環境に馴染むよう尽力し、パートナーとして扱い、信頼を得た。2人は公式・非公式を問わず頻繁に会合を開き、共同記者会見を開き、政治的パートナーシップこそが国民和解への道であると宣言、議会で複数の法案に共同で投票し、NLDにとって不利となる選挙制度改革（小選挙区制から比例代表制への変更）を阻止した。また、トゥラ・シュエマンは、スーチーの憲法改正の夢も支持し、2013年7月、連邦議会に憲法見直し合同委員会を設置した。しかし、軍人議員の反対により、スーチーの大統領就任を妨げている「両親、配偶者、子供に外国籍保持者がいる者は正副大統領になれない」とする憲法第59条(a)も、「憲法改正には連邦議会議員の75%を超える賛成が必要」とする憲法第436条も、改正は認められなかった。
しかし、このようなトゥラ・シュエマンの裏切り行為は、国軍上層部の怒りを買い、2015年8月23日、USDP党首職を解任され、実権を失った。

#### 2015年総選挙
議員就任後、多忙となったスーチーはNLD本部にはほとんど寄りつかず、この頃には70代・80代になっていった老幹部が支配し、その運営は民主的には程遠く、一般党員は不満を溜めこんでいた。2013年3月に開催されたNLD初の党大会で、幹部の刷新が行われたが、登用された若手幹部はわずかだった。NLDにおいて出世はスーチーに対する忠誠心、服役経験に左右され、その運営は、トップダウン型、階層的、中央集権的、不透明、アクセス困難、柔軟性の欠如、個人主義的、非寛容、派閥主義と評され、『エーヤワディー』紙編集長・アウンゾーからは「ミャンマー社会の他の有力グループに働きかける能力も意欲もない」「貧弱な広報活動と、真の政治的才能を引きつけ育成するメカニズムの悪さにより、素人同然の運営から脱却できていない」と評される代物だった。

あるアメリカ人ミャンマー・ウォッチャーは以下のように述べている。
このスーチーおよびNLDの体質は、2015年総選挙における候補者選定でも十全に発揮された。スーチーは、NLD地方支部が推薦した地方の指導者や民主化活動家を選ばず、自身が信頼する候補者を指名した。世論から批判を浴び、一部離党者を出したが、スーチーは意に介さなかった。また、コーコージーなど国民的人気の高かった88年世代と呼ばれる8888民主化運動の元リーダーたちも一切公認しなかった。この際、コーコージーは、スーチーから「88年世代は森を切り開いた木こりで、その役割は終わった。私は皆さんの切り開いた道を歩む」と言われたのだという。また、マバタの圧力に屈して、ムスリムの候補者をすべて取り下げた。

そして、2015年11月18日に実施された総選挙。NLDのキャッチフレーズは「変革の時」で、その選挙マニフェストには、憲法改正、国民和解、法の支配、汚職の根絶、経済、医療、教育の改善などが掲げられていた。しかし、それらの目標をいかに達成するかという具体的な内容に欠け、曖昧模糊としたものだった。ミャンマー・ウォッチャーの中には、スーチーおよびNLDに対する失望から、NLDはさほど議席を伸ばせないと予測する者もいた。しかし、投開票前、スーチーはポーランド人のミャンマー学者・ミハウ・ルビナに、以下のように述べている。
スーチーは正しかった。NLDは連邦議会の改選議席の79.4%（民族代表院135議席、人民代表院255議席）を獲得する地滑り的勝利を収め、USDPは惨敗（民族代表院11議席、人民代表院30議席）したのだった。

### NLD政権

#### スーチー、国家顧問就任
NLD関係者・支持者が恐れたのは選挙結果を反故にした1990年選挙の再来だった。しかし、スーチーは12月2日にテインセイン、ミンアウンフラインと、12月4日にタンシュエと会談。その後、タンシュエの孫・ネーシュエトゥエアウンが、Facebookにタンシュエ、テインセイン、スーチーの署名が入った5,000チャット紙幣の写真を投稿。その写真には「この覚書の重要性は…彼らが国家元首になる前、または国家元首であった間にのみ署名したということである」という謎めいた言葉が添えられていた。会談の内容は明らかにされていないが、その後、タンシュエが「スーチーが将来の国のリーダーになることは間違いない」 と述べたと報じられ、スムーズな政権委譲が実現した。

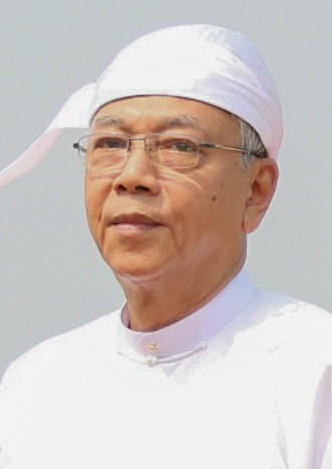
ティンチョー（2017年）

しかし、憲法上の制約により、スーチーは大統領になれなかったので、代わりにティンチョーという人物を大統領に選んだ。彼はスーチーの高校の1年後輩で、モン族の血を引き、高名な詩人を父に持ち、ロンドン大学でコンピューター・サイエンスの学位を取って財務官僚として働いたことがあり、当時はスーチーの母・ドーキンチー財団の幹部だった。人望は厚かったが、2015年の選挙にも出馬しておらず、国民の間ではほとんど無名。しかし、スーチーには忠実な人物だった。その後もスーチーは大統領になる方法を模索したようだが、結局、断念。しかし、スーチーは「国家顧問」というポストを創設し、実質、最高権力者の地位に就いた。これは憲法の規定を完全に骨抜きにする行為であり、民主主義を無視していると国内外から大きな批判を浴び、USDPの議員や軍人議員はこの案に反対したが、NLDが圧倒的多数を占める議会で賛成多数で可決された。

#### NLD政権の性格
NLD政権成立後、省庁は36から23に削減された。行政のスリム化を図ったとされるが、NLDの人材不足が理由とも指摘される。実際、スーチーは、当初、外務大臣、大統領府大臣、教育大臣、電力・エネルギー大臣を兼任していた。外務大臣は強力な権限を持つ国防治安評議会（NDSC）のメンバーとなるため、大統領府大臣は大統領を監視するため、教育大臣、電力・エネルギー大臣はスーチーの関心事項だったとされる。

21人の閣僚全員が男性で、平均年齢は当時のスーチーの年齢の71歳を超え、ミャンマー史上もっとも高齢な内閣だった。論功行賞的な人事は避けられ、国防省、内務省、国境省の軍人閣僚3人を除く閣僚には、学者5人、元エンジニア2人、医者2人を含む多数の民間人が登用され、その多くが修士号・博士号持ちの学歴重視だった。一方、地方域・州知事にはNLDの古参幹部が多数選ばれた。元政治犯のNLD議員の4分の1がPTSDを患っている疑いがあり、突然、巨大与党となったということで、明らかに準備不足、なんの政策も戦略も持ち合わせておらず、政策作成において元軍人の官僚たちに頼らざるをえなかった。当時、NLD政権を取材していた共同通信社の中川潔記者は、以下のように指摘している。
総選挙の際、NLDは汚職撲滅を公約に掲げていたが、2017年にモン州首相・ミンミンウーが、2019年にはタニンダーリ地方域首相・レイレイモーが、汚職の容疑で解任された。また、計画財務大臣のチョーウィンと商務大臣のタンミン（Thant Myint）は、学歴詐称の容疑で辞任に追いこまれた。
また、スーチーは、テインセイン政権下で「頭脳」として機能していたシンクタンクやアナリストを解体・解雇し、民主化のために汗をかき続けてきた市民社会組織、活動家、亡命者たちも「忠誠心が足りない」と見なして要職に起用せず、人材不足に拍車をかけた。

#### へし折られた希望
NLD政権は、ミャンマーのさまざまな課題に取り組んだが、その成果・評価はいずれも芳しいものではなかった。

##### 連邦和平会議 - 21世紀パンロン

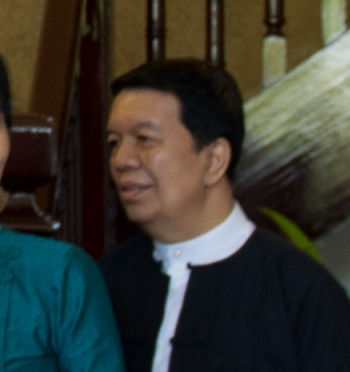
ティンミョーウィン

まず、スーチーはミャンマー最大の課題とも言える民族紛争の問題に取り組み、アウンサンが主催したパンロン会議にちなんだ連邦和平会議 - 21世紀パンロンを開催した。その際、スーチーは、テインセイン政権下で少数民族武装勢力との和平交渉にあたっていたミャンマー平和センター（MPC）を解散し、代わりに国家顧問府直轄の自らを長とする、国家和解平和センター（NPRC）を設立。その実質的交渉役に彼女の主治医のティンミョーウィンを任命した。彼は8888民主化運動に関わった活動家で、自宅軟禁中のスーチーの連絡役であり、軍医の経験はあったが、政治経験は皆無だった。スーチーは2016年から2020年にかけて計4回、会議を主催して和平交渉を進めたが、MPCが蓄積したノウハウを放棄し、ティンミョーウィンが経験不足だったことから、結局、新モン州党（NMSP）とラフ民主同盟（LDU）という小さな組織が停戦合意を結んだだけで、テインセイン政権を下回るパフォーマンスしか残せなかった。
それどころか、NLD政権下で少数民族との関係はむしろ悪化した。2017年、モン州の州都モーラミャインと島を結ぶ橋が完成した際、NLDはその橋を「アウンサン将軍橋」と命名したが、これが住民の大きな反発を呼び、数万人規模のデモに発展した。2019年にはチン州でアウンサン将軍像建設計画に住民が猛反発して計画を撤回に追いこまれ、同年、カレンニー州では、公園に設置されたアウンサン将軍像を取り囲んで撤去を求める住民に対して、警察がゴム弾と催涙弾を撃ちこんで多数の負傷者を出す事件が発生した。また、2018年～2020年の間、ラカイン州で国軍とアラカン軍（AA）との間で激しい戦闘が発生したが、その際、スーチーはAAに対して非常に強硬な姿勢を取り、AAおよび彼らを支持する多くのラカイン族の反感を買った。その他にも各地で民族紛争が激化し、コーコージーは「NLDの最優先事項は国内和平だったが、紛争は拡大している。『国軍は政府の同意のもと攻撃を続けている』と少数民族に思われてもおかしくない」と指摘した。

##### 期待外れの経済政策
NLD政権が12項目の経済政策を発表したのは、2016年7月26日になってからだった。しかし、その内容は透明性の確保、中小企業支援、人材育成、インフラ開発など概要を示したものにすぎず、目標達成までの具体的手段が欠けていた。また、NLD政権は、外国投資を承認する委員会の委員任命に数か月を要し、時代遅れの法律に代わる新しい会社法、外国人所有に関する規則を緩和する法律の承認は議会で難航、恣意的で矛盾した規制が導入され、ライセンス法が予告なく変更され、投資家の信頼を損なう措置も公布された。おかげで年平均経済成長率はテインセイン政権下の6.4％から5.4％へ低下、輸入、外国直接投資、観光客すべて減少した。ただし、工藤年博は「経済減速はテインセイン政権の最終年から始まっており、それまでの急成長の調整過程であった可能性が高い」と分析している。

##### 言論・報道の自由の後退
政権発足直後の2016年3月、スーチーはNLD党員に内部情報を漏らさないようにかん口令を敷き、NLD議員がメディアの取材に対して党の政策を語ることを禁止し、民間の政治イベントへの参加にも事前申請を義務づけ、ジャーナリストからは「軍政時代よりも取材しにくくなった」という声が漏れた。また、ジャーナリストに対する規制も強化され、NLD政権下の2016年～2020年の間に表現の自由に関わる罪で起訴されたのは約1000人。そのうち8割が一般市民で、国軍が告訴したケースが52件であるのに対し、NLD政権が告訴したケースは251件に上った。かつてNLDの弾圧に用いられていた法律である電気通信法を今度はNLDが反対派の取り締まりに使っており、法改正にも消極的だった。2018年、ヒューマン・ライツ・ウォッチは『へし折られた希望：ミャンマーにおける平和的な表現の自由の刑罰化』というレポートを発表して、NLD政権下でも変わらない報道の自由への弾圧の実態を明らかにした。また、集会・デモに対する規制も以前より強化されたという声も聞かれた。

#### ロヒンギャ危機
2016年10月19日、短剣、槍、ナイフなどで武装した、のちにアラカン・ロヒンギャ救世軍（ARSA）と判明する350人ほどの武装集団が、ラカイン州の国境警備警察隊（BGP）の複数の監視所を銃や爆弾で襲撃し、警察官9名が殺害される事件が発生した。11月12日にも、件の武装集団と思われる集団がラカイン州で国軍の部隊を急襲、3日間の戦闘で死者数は134人（国軍32人、武装集団102人）に上った。これらの襲撃に対して国軍は大規模な掃討作戦を開始し、数か月間でマウンドー地域では1,500棟以上の建物を破壊、1,000人ものロヒンギャを殺害し、約7万人のロヒンギャがバングラデシュに流出する事態となった。国際社会からは「民族浄化」と大きな非難の声が上がったが、大統領府や報道官は国軍による放火や強姦の事実を否定し、スーチーも「元はと言えば、武装勢力の襲撃に対して国軍が反撃したことがきっかけだ」「今起きていることを言い表すのに民族浄化は表現が強すぎる」などと抗弁して国際調査団の受入れを拒否、スーチーの公式Facebookページには「偽のレイプ」という文言が貼りつけられた。

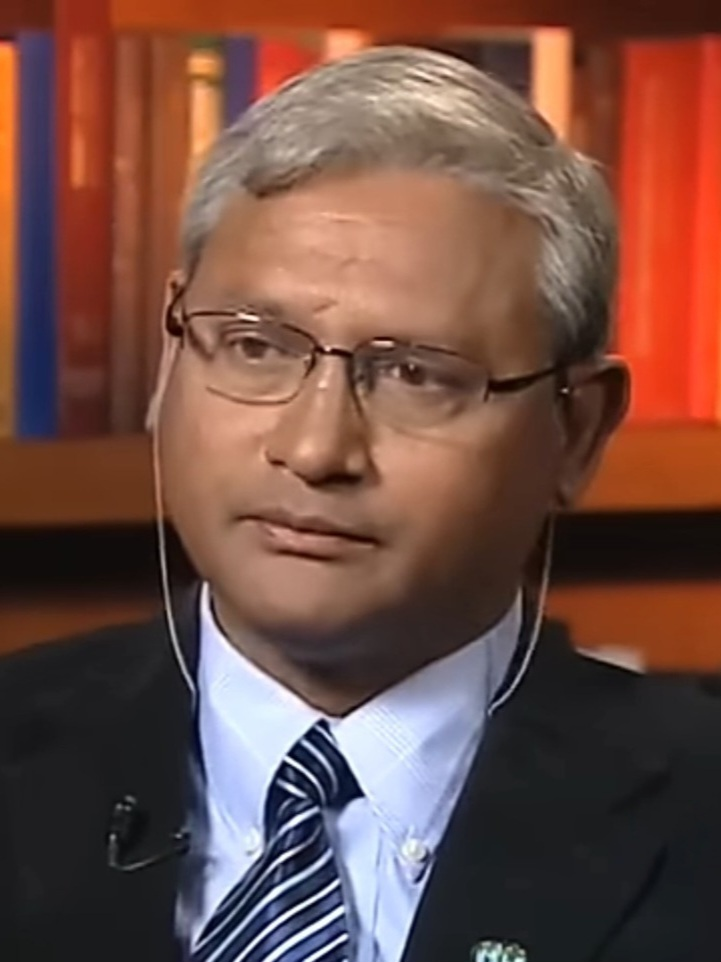
コーニー（2015年）

2017年1月29日、NLDの法律顧問・コーニーが、ヤンゴン国際空港の玄関を出たところを射殺された。元陸軍少佐の犯行が疑われているが、現在も逃亡中で真相は不明である。コーニーはムスリムであり、また国家顧問の発案者の1人でもあった。暗殺の理由はそのいずれか、あるいは両方か、いずれにせよ、この事件はかなりNLDを動揺させたのだという。
そして、元国連事務総長・コフィー・アナンを長とするラカイン州諮問委員会が、国籍法改正によるロヒンギャへの国籍付与などを勧告する最終報告書を提出した翌日の同年8月25日、ラカイン州で 、鉈や竹槍で武装した約5,000人の住民を引き連れたARSAが、約30ヶ所の警察署を襲撃するという事件が発生、数日間の戦闘で治安部隊に14人、公務員に1人、件の武装組織に371人の死者が出る事態となった。ティンチョー大統領は事件が起きたラカイン州北部を軍事作戦地域に指定し、軍事作戦の遂行を許可。これを受けて国軍は激烈な掃討作戦を展開し、ARSAのメンバーが逃げこんだ村々を放火、その過程で拷問、処刑、強姦などの蛮行を働いたとされる。結果、約70万人と言われるロヒンギャ難民がバングラデシュに流出する未曾有の事態となり、世間は騒然とした。
同年9月17日、事件後初めてスーチーは演説を行ったが、数々の国軍による弾圧・迫害の疑惑には触れず、9月5日以降「武力衝突や掃討作戦はなかった」と述べるにとどまった。スーチーのこのような言動は、「聖人」イメージが仇となって国際メディアの激しい批判を浴び、ノーベル平和賞剥奪運動が巻き起こり、アムネスティ・インターナショナルの良心の大使賞など数々の名誉が剥奪された。そして、2019年11月11日、ミャンマーに対して起こされたジェノサイド規定違反のハーグ国際司法裁判所（ICJ）の場で、スーチーがあらためてジェノサイドを否定したことにより、彼女の国際的名声は完全に失墜した。
しかし、これとは対照的に、ミャンマー国内では、ロヒンギャに嫌悪感を持つ多くの国民がスーチーと国軍を支持し、国際的非難が高まれば高まるほど、スーチーの人気が高まるという皮肉な現象が起きた。ロヒンギャに対する迫害の取材で逮捕された2人のロイター記者、ワロンとチョーソーウーに対しても、国内では裏切り者扱いだった。

#### 中国への接近
欧米諸国の支持を失ったスーチーが頼ったのは中国だった。テインセイン政権時代から中国はスーチーおよびNLDに接近していた。在緬中国大使はスーチーとたびたび面談し、2013年にはNLD代表団を1年に4度も中国に招待した。2015年6月にスーチーが初訪中した際は、当時、一野党の党首にすぎなかったスーチーを習近平総書記（国家主席）が迎え、2人の会談を実現するという破格の厚遇で迎えた。2016年3月30日にNLD政権が発足すると、4月5日に王毅外交部長が訪緬してスーチーと会談、スーチーも8月に再び訪中して、習近平総書記、李克強国務院総理などに歓待され、中国の一帯一路構想とBCIM経済回廊構想を承認し、「1つの中国」原則を保証した。

2017年のロヒンギャ危機の際にミャンマーに対して国際的批判が高まった際も、中国は内政干渉の原則を主張してミャンマーを擁護、11月の国連総会でのミャンマー非難決議でも反対票を投じ、両国の距離はぐっと縮まった。中国は、連邦和平会議 - 21世紀パンロンにおいても、連邦政治交渉協議委員会（FPNCC）と政府・国軍との仲介、昆明など中国領内での会談場所の提供、ミャンマー政府への多額の寄付、そしてロヒンギャ危機におけるミャンマーとバングラデシュの仲介など、ミャンマーの内政へも深く関与していった。そして2020年1月、習近平総書記が、中国共産党総書記として20年ぶりに訪緬し、「ラカイン州と中国雲南省を結ぶ中国・ミャンマー経済回廊（CMEC）構想（鉄道、高速道路）の推進」「ラカイン州チャウピューでの経済特区（SEZ）と深海港の建設」「シャン州ムセと瑞麗における国境経済協力圏の開発」を含む33の覚書（MOU）を締結した。その際、スーチーは以下のように述べ、中国への信頼を明らかにした。

#### 国軍との関係悪化
政権発足当初から、スーチーは、国防予算は14％増額し、ミンアウンフラインのガイドでネピドーにある軍事博物館を見学し、逆にミンアウンフラインをアウンサンの命日にあたる殉教者の日の公式行事に招待した。前述したように、国軍とKIA、AAとの間で戦闘が起きた際も、ロヒンギャ危機の際もスーチーは国軍を擁護した。国政を滞りなく進めるためにも、悲願の憲法改正を実現するためにも、国軍の強力は不可欠だった。
しかし、人知れずNLD政権は、まず内務省総務局（General Administration Department：GAD）という地域住民の監視、土地の管理や徴税、住民登録、地域の苦情処理という業務を担当する行政組織を内務省管轄下から大統領直轄下に移動させた。これは国の隅々に張り巡らした、言わば国軍の血脈を奪う行為に等しく、国軍には絶対に受け入れられないことだった。また、NLD政権は、宝石法という法律を改正して取引の透明化を図ったり、国軍との親密な関係にあるとされるカレン国境警備隊（現・カレン民族軍）領土内の違法産業を取り締まろうとしたり、国軍の利権に直接メスを入れ始めた。さらに、そもそも民政移管の目的が中国依存からの脱却であったことからも明らかなように、国軍の中国にたいする警戒心は相当なもので、テインセイン政権下では、雲南省とチャウピューを結ぶ鉄道・ 道路建設計画に反対したり、中国資本が入ったミッソンダム建設計画を白紙撤回しており、スーチーの中国への接近は、彼らの目には危ういものに映ったと思われた。ミンアウンフラインはNDSCの開催を再三要求していたが、国軍派が過半を占める会議の構成を嫌ってか、スーチーは1度もこれに応じず、両者と関係は冷えきっていた。選挙が迫ってきた2019年よりNLDは憲法改正に向けて活発に動いていたが、憲法改正のためには連邦議会議員の4分の3を超える賛成が必要であるところ、軍人議員が4分の1である現状、改正は望むべくもなく、むしろこの過程でNLDと国軍・USDPの関係はますます冷えきっていった。

この一連の動きが国軍を刺激したのは想像に難くない。タンシュエは2010年3月27日、軍政支配下最後の国軍の日の記念式典でこう述べていた。
「われわれ（軍）は必要とあればいつでも国政に関わる」
「選挙に参加する政党は、民主主義が成熟するまで自制、節度を示すべきだ」
「民主化の誤ったやり方は無秩序を招く」
「失敗すると、国と国民を危険にさらしてしまう」

「外国からの影響力に頼ることは絶対に避けねばならない」

#### 2020年総選挙

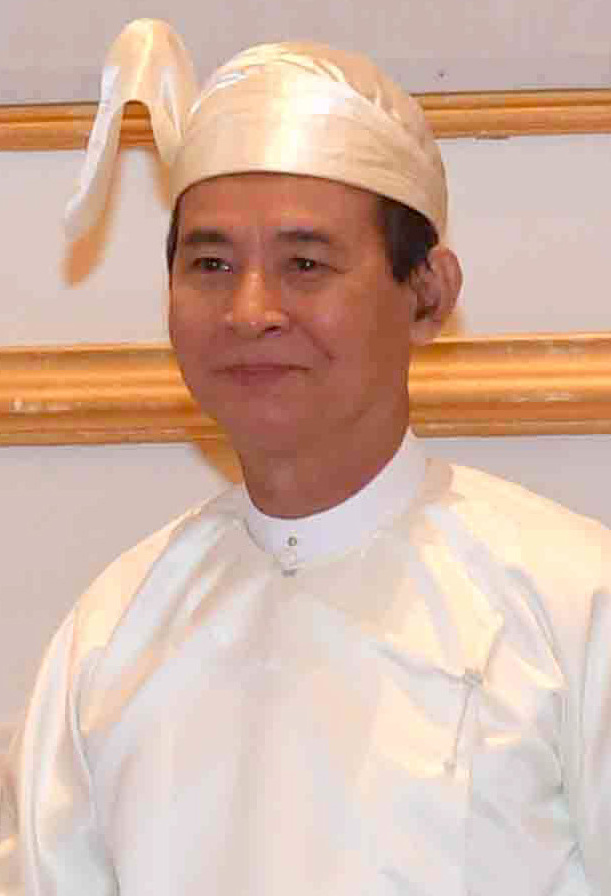
ウィンミン（2018年）

2018年3月21日、ティンチョー大統領が辞任した。かねてより健康不安説が噂されていたが、傀儡としての役割にうんざりしていたとも伝えられる。代わりに大統領に就任したのは、弁護士のウィンミンで、もちろん彼もスーチーに忠実な人物だった。また、ウィンミンの大統領就任直前にNLDは執行部を刷新、党副議長の1人にマンダレー地方域首相・ゾーミンマウンを任命するなど若返りを図り、6月23日～24日に開催された第2回党大会では、中央執行委員会の委員を15人から21人に、中央執行委員会の委員を106人から148人（30人の補欠委員を加えて計178人）に増員した。しかし同時に、党批判を行った3人の党員を停職処分、テッテッカインとチョーゼヤの2人の党員を追放するなど、相変わらずスーチーの独裁色は強かった。テッテッカインは「党内では能力よりも忠誠心が評価され、細かいことまで上層部が干渉し、『ザ・レディー』と呼ばれるスーチー氏に対して誰もが腫れ物に触るように接している」と述べている。
NLDの当面の目標は、2020年の総選挙で勝利することだった。2017年4月1日の補欠選挙（上院3議席、下院9議席、地方議会7議席）では、NLDは上院で3議席、下院で5議席、地方議会で1議席を獲得し、中央・地方合わせたNLDの得票率は55.2％で、2015年総選挙の57.4％に比べても遜色なかった。しかし、2018年11月3日の補欠選挙（上院1議席、下院4議席、地方議会8議席）では、NLDが下院で3議席、地方議会で4議席獲得するにとどまり、2020年の総選挙でも苦戦が予想されていた。

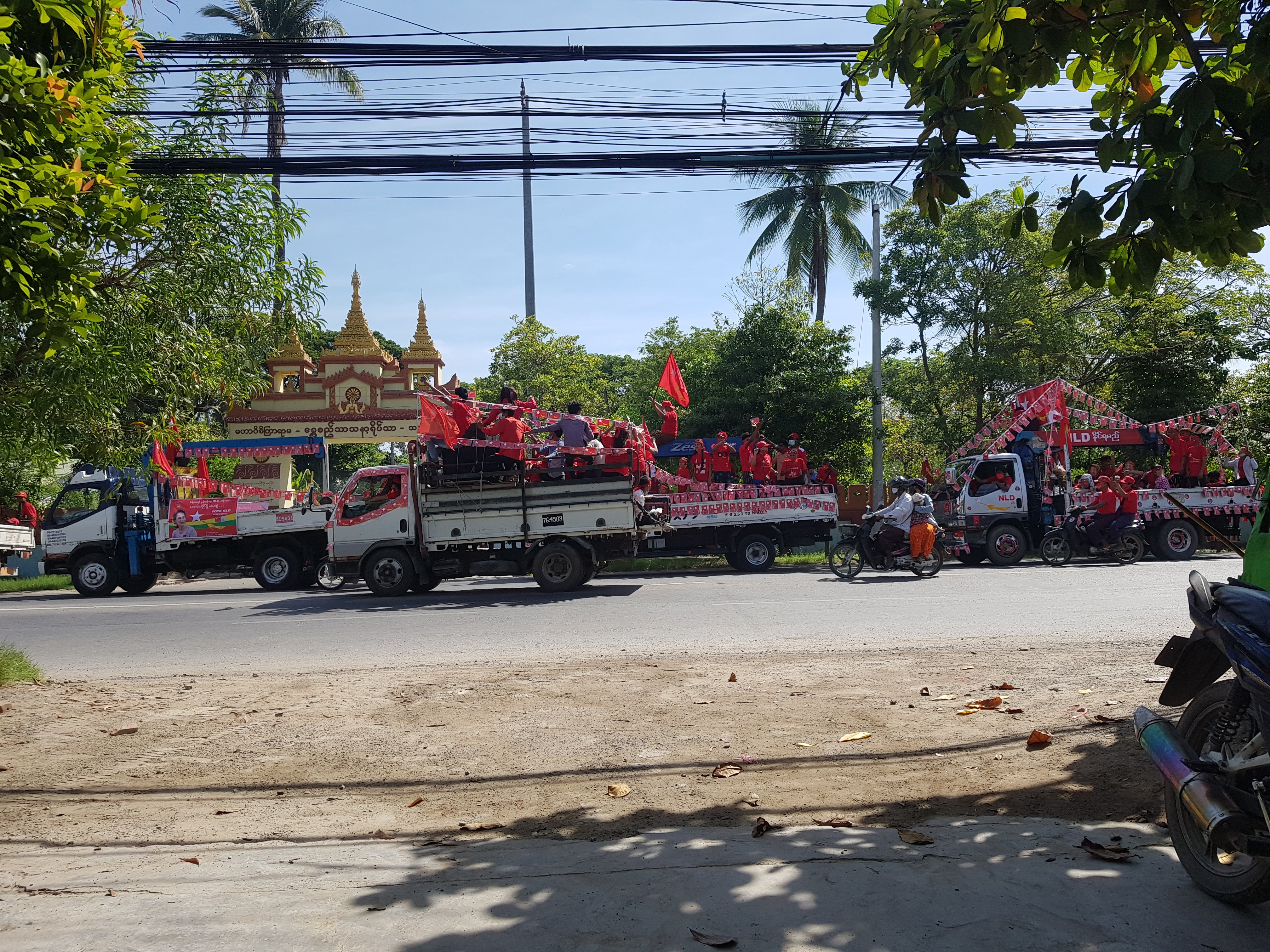
2020年総選挙におけるNLD支持者による選挙運動

しかし、いざ蓋を開けてみると、2020年11月8日に実施された総選挙において、NLDは総議席数が減ったのにもかかわらず、連邦議会の改選議席の83.2%（民族代表院138議席、人民代表院258議席）を獲得する大勝を果たし、対照的にUSDPはわずか33議席（民族代表院7議席、人民代表院26議席）の大敗を喫したのだった。中西嘉宏はその勝因を（１）絶大なスーチー人気、（２）NLDの組織力、（３）野党の弱さ、（４）コロナ禍と分析している。
しかし、USDPおよび国軍はこの結果に対し、有権者名簿に大きな不正があったと主張。2021年1月30日、軍部は政権に対して選挙管理委員会の交代・議会召集の延期・票の再集計を要求したが、NLD政権はこれを黙殺した。

### SAC時代
2021年2月1日、ミンアウンフライン上級大将（国軍総司令官）が実権を握る国軍がウィンミン大統領とアウンサンスーチー国家顧問を筆頭とするNLDの幹部を一斉に逮捕・軟禁した後に国権掌握を宣言して非常事態宣言を発出し、軍事政権として国家行政評議会（SAC）を設置したことにより（2021年ミャンマークーデター）、NLDは政権交代を余儀なくされた。クーデターを強行した国軍に対抗する組織として国民民主連盟を中心として2020年11月の総選挙で選出された議員によって構成された臨時政府である連邦議会代表委員会及び国民統一政府を結成して抵抗を試みている。

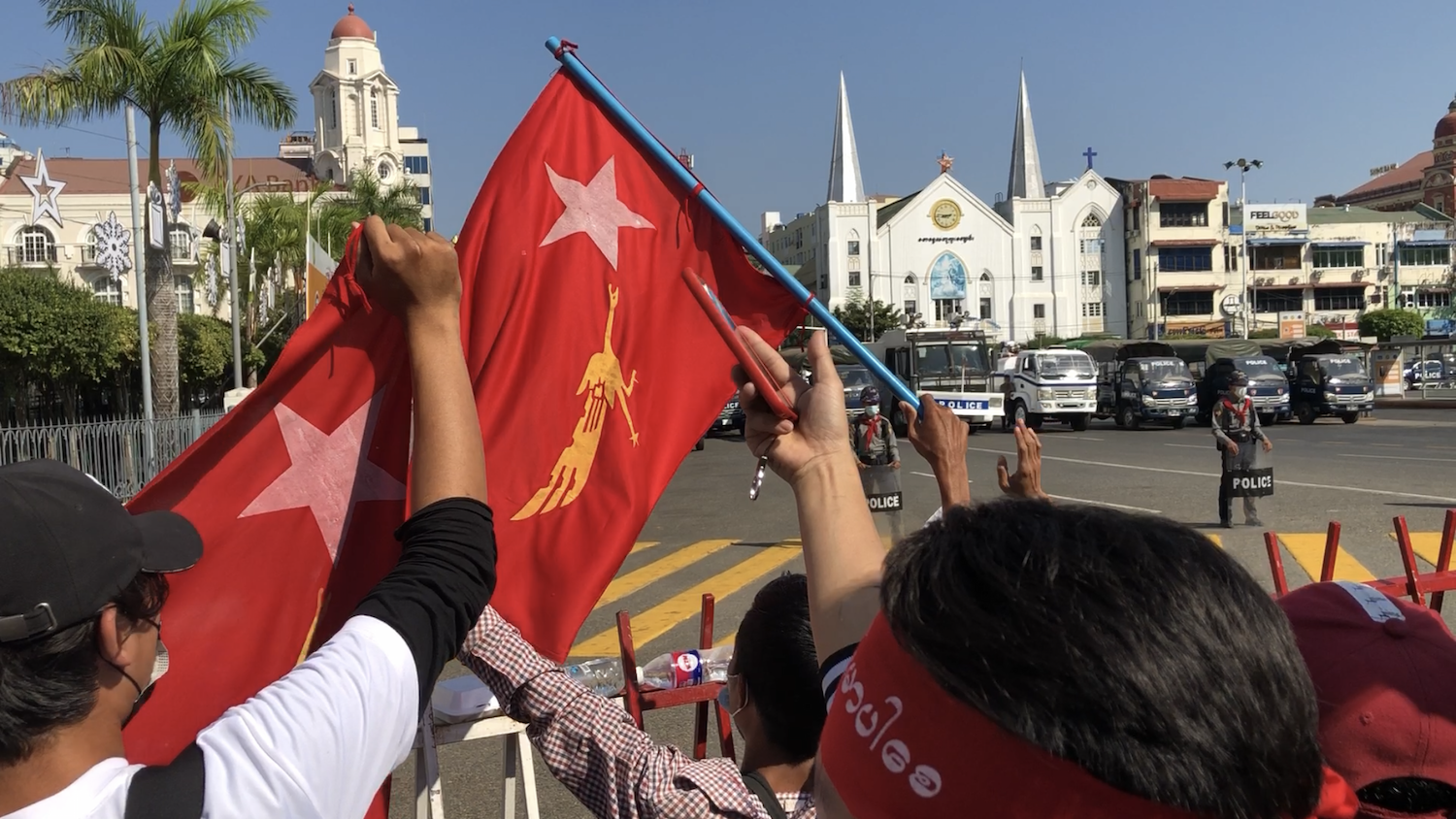
クーデターに抗議するNLD支持者たち

こうした動きに対して国軍によってメンバーが刷新された連邦選挙管理委員会は2020年総選挙について、国民民主連盟による大規模な不正が行われていた選挙だったとして無効にすると一方的に決定したほか、2021年5月には2020年総選挙で不正行為を行ったことを理由に国民民主連盟の解党を検討していることを明らかにしたが、結論は避けていることから、国民民主連盟の党員に揺さぶりをかけ、党の分裂を引き起こすことが狙いではないかとの見方もある。
2022年6月3日、ミャンマー国軍の報道官は、テロ行為などを理由に軍事法廷から死刑判決を受けていた、国民民主連盟の元議員ら4人の刑の執行が承認されたと明らかにした。
2023年1月に国軍が政党の登録に関する新たな法律を施行し、同年3月28日を再登録の申請期限としていたが、これに反発したNLDは政党登録の手続きを拒否する方針を決定したほか、国軍主導の総選挙に参加しない意向を示したため、期限日の3月28日に連邦選挙管理委員会はNLDを含む反軍政の姿勢を取る40政党の解散（政党としての資格喪失）を発表したが、NLDは3月29日に発表した声明で、「国軍に正統性がないことは明らかだ。ミャンマー国民がいる限り党は存在する」として、政党としての資格を喪失した後も活動を継続する姿勢を示した。

## 獲得議席
| 実施年                    | 議席数 / 改選数 | 得票率 | 議席率 | 増減     | 出典    |
| ------------------------- | --------------- | ------ | ------ | -------- | ------- |
| 2010                      | 0 / 224         |        |        | 増減なし |         |
| 2012年 （補欠選挙）       | 4 / 224         |        |        | 4        | [ 167 ] |
| 2015                      | 135 / 168       | 57.86% | 80.36% | 131      | [ 168 ] |
| 2020 （一方的に無効宣告） | 138 / 161       |        | 85.7%  | 3        | [ 169 ] |

| 実施年                    | 議席数 / 改選数 | 得票率 | 議席率 | 増減     | 出典    |
| ------------------------- | --------------- | ------ | ------ | -------- | ------- |
| 1990年 （制憲議会）       | 392 / 492       |        |        | 増減なし | [ 170 ] |
| 2010                      | 0 / 440         |        |        | 392      |         |
| 2012年 （補欠選挙）       | 37 / 440        |        |        | 37       | [ 167 ] |
| 2015                      | 225 / 323       | 57.2%  | 78.95% | 218      | [ 168 ] |
| 2020 （一方的に無効宣告） | 258 / 315       |        | 81.9%  | 33       | [ 169 ] |